# Živko Stanisavljević
Živko Stanisavljević, srbski general, * 14. februar 1883, † 7. januar 1973.

## Življenjepis
Do oktobra 1930 je bil na položaju mestnega poveljnika v Mariboru.
Stanisavljević je bil med prvo svetovno vojno načelnik štaba Šumadijske divizije.